# エバーソン・ペレイラ
エバーソン・ホセ・ペレイラ（Everson Jose Pereira, 2001年4月10日 - ）は、ベネズエラのララ州カブダレ出身のプロ野球選手（外野手）。右投右打。MLBのタンパベイ・レイズ所属。

## 経歴

### プロ入りとヤンキース時代
2017年7月にアマチュア・フリーエージェントでニューヨーク・ヤンキースと契約してプロ入り。
2018年、傘下のアパラチアンリーグのルーキー級プラスキ・ヤンキースでプロデビュー。41試合に出場して打率.264、3本塁打、26打点、3盗塁を記録した。
2019年はA-級スタテンアイランド・ヤンキースでプレーし、18試合に出場して打率.171、1本塁打、3打点、3盗塁を記録した。
2020年はCOVID-19の影響でマイナーリーグの試合が開催されなかったため、公式戦の出場は無かった。
2021年はルーキー級フロリダ・コンプレックスリーグ・ヤンキース、A-級タンパ・ターポンズ、A+級ハドソンバレー・レネゲーズでプレーし、3球団合計で49試合に出場して打率.303、20本塁打、57打点、9盗塁を記録した。オフの11月19日にルール・ファイブ・ドラフトでの流出を防ぐために40人枠入りした。
2022年はA+級ハドソンバレーとAA級サマセット・ペイトリオッツでプレーし、2球団合計で102試合に出場して打率.277、14本塁打、56打点、21盗塁を記録した。
2023年、マイナーではAA級サマセットとAAA級スクラントン・ウィルクスバリ・レイルライダースでプレーし、2球団合計で88試合に出場して打率.300、18本塁打、64打点、11盗塁を記録した。8月22日にメジャー初昇格を果たすと、同日のワシントン・ナショナルズ戦にて「7番・左翼手」で先発出場してメジャーデビュー。この年メジャーでは27試合に出場して打率.151、10打点、4盗塁を記録した。
2024年、この年はシーズンを通じて負傷者リストで過ごした。
2025年はAAA級スクラントンで開幕を迎えたが、ヤンキースではメジャーに昇格する機会は無かった。

### レイズ時代
2025年7月31日にホセ・カバレーロ、後日発表選手または金銭とのトレードでタンパベイ・レイズに移籍し、その日のうちにAAA級ダーラム・ブルズに配属された。

## 選手としての特徴
打撃では右手の始動の早さがラインドライブを放つスウィングを生み出していると言われる。守備では広い守備範囲から中堅手としての成長が見込まれている。

## 詳細情報

### 年度別打撃成績
| 年 度    | 球 団    | 試 合 | 打 席 | 打 数 | 得 点 | 安 打 | 二 塁 打 | 三 塁 打 | 本 塁 打 | 塁 打 | 打 点 | 盗 塁 | 盗 塁 死 | 犠 打 | 犠 飛 | 四 球 | 敬 遠 | 死 球 | 三 振 | 併 殺 打 | 打 率 | 出 塁 率 | 長 打 率 | O P S |
| -------- | -------- | ----- | ----- | ----- | ----- | ----- | -------- | -------- | -------- | ----- | ----- | ----- | -------- | ----- | ----- | ----- | ----- | ----- | ----- | -------- | ----- | -------- | -------- | ----- |
| 2023     | NYY      | 27    | 103   | 93    | 6     | 14    | 4        | 0        | 0        | 18    | 10    | 4     | 0        | 0     | 0     | 8     | 0     | 2     | 40    | 1        | .151  | .233     | .194     | .427  |
| MLB：1年 | MLB：1年 | 27    | 103   | 93    | 6     | 14    | 4        | 0        | 0        | 18    | 10    | 4     | 0        | 0     | 0     | 8     | 0     | 2     | 40    | 1        | .151  | .233     | .194     | .427  |

- 2024年度シーズン終了時

### 年度別守備成績
| 年 度 | 球 団 | 左翼（LF） | 左翼（LF） | 左翼（LF） | 左翼（LF） | 左翼（LF） | 左翼（LF） |
| 年 度 | 球 団 | 試 合      | 刺 殺      | 補 殺      | 失 策      | 併 殺      | 守 備 率   |
| ----- | ----- | ---------- | ---------- | ---------- | ---------- | ---------- | ---------- |
| 2023  | NYY   | 27         | 44         | 1          | 0          | 0          | 1.000      |
| MLB   | MLB   | 27         | 44         | 1          | 0          | 0          | 1.000      |

- 2024年度シーズン終了時

### 背番号
- 80（2023年）
- 45（2025年 - ）